# رودی داوالس
رودی آلبرت داوالس، جی‌آر (انگلیسی: Rudy Albert Davalos, Jr)، مربی بازنشستهٔ بسکتبال و مدیر ورزش دانشگاهی است.